# Bifrenaria calcarata
Bifrenaria calcarata é uma espécie de orquídea epífita de crescimento cespitoso que existe de São Paulo à Bahia, no Brasil, onde habita florestas úmidas. Pertence ao grupo das Bifrenaria grandes, as quais nunca foram classificadas nos gêneros Adipe ou Stenocoryne. Pertence ao mesmo grupo das Bifrenaria inodora e Bifrenaria mellicolor, mas delas diferencia-se pelo labelo que nunca se curva para trás, pelo calcar curvado e pelo labelo que, quando distendido, assume formato de trapézio.